# Eckerö
Eckerö ålandi település. Lakosainak száma 923 (2007), területe 112.89 km², melyből 1.7 km² vízfelület. A népsűrűség mintegy 8.3 fő/km².
A település egynyelvű (svéd) település és a lakosok 95%-a svéd anyanyelvű. Ez Åland és egyben Finnország legnyugatibb települése. Az Eckerö hajóstársaság működtet kompot Berghamn, Eckerö és Grisslehamn és a svédországi Norrtälje között.
A települést korábban a finn iratokban Ekkerö néven találhatjuk meg, de ma már finnül is Eckeröként hivatkoznak rá.